# Якоб Хласек
Якоб Хласек (на френски: Jakob Hlasek) е швейцарски тенисист.

## Биография
Якоб Хласек е роден на 12 ноември 1964 г. в Прага, Чехословакия. През 1968 г. семейството му се премества в Швейцария. Като дете Якоб обича хокея, на 12-годишна възраст играе за юношеския отбор на Швейцария по хокей на лед, но след като чупи ръка и крак, баща му настоява да избере по-малко опасен спорт. На 15-годишна възраст Якоб започва да играе тенис, а през 1982 г. печели Европейското първенство за младежи с националния отбор на Швейцария.

## Кариера
Якоб Хласек печели титлата на двойки мъже на Откритото първенство на Франция през 1992 г. с партньор Марк Росе. Той е член на отбора на Швейцария за Купа Дейвис, който достига до финала на Купа Дейвис през 1992 г., където са победени от Съединените щати. Печели Хопман Къп през 1992 г. с партньор Мануела Малеева-Фрагниер. Най-доброто му представяне в Големия шлем е достигането до четвъртфинал на Откритото първенство на Франция през 1991 г., като побеждава Дейвид Пейт, Емилио Санчес, Томас Карбонел и Кристиан Миниуси, преди да загуби от Андре Агаси.
През 1996 г. Хласек е член на швейцарския отбор, който печели Световната отборна купа.
Хласек печели пет титли от най-високо ниво на сингъл и 20 на двойки. Най-високото му класиране на сингъл в кариерата е номер 7 в света, и номер 4 на двойки достигнати през 1989 г.

## Кариерна статистика

### ATP финали (5 титли; 14 финала)
|        | П–З | Година | Турнир              | Клас           | Настилка   | Опонент             | Резултат                     |
| ------ | --- | ------ | ------------------- | -------------- | ---------- | ------------------- | ---------------------------- |
| Загуба | 0–1 | 1985   | Ротердам Оупън      | Гран При       | Килим (з)  | Милослав Мечирж     | 1–6, 2–6                     |
| Загуба | 0–2 | 1986   | Нидерландия Оупън   | Гран При       | Клей       | Томас Мустер        | 1–6, 3–6, 3–6                |
| Загуба | 0–3 | 1988   | Суис Оупън          | Гран При       | Клей       | Дарън Кейхил        | 3–6, 4–6, 6–7(2–7)           |
| Загуба | 0–4 | 1988   | Суис Индорс         | Гран При       | Твърда (з) | Стефан Едберг       | 5–7, 3–6, 6–3, 2–6           |
| Победа | 1–4 | 1988   | Уембли Чемпиъншипс  | Гран При       | Килим (з)  | Йонас Свенсон       | 6–7(4–7), 3–6, 6–4, 6–0, 7–5 |
| Победа | 2–4 | 1988   | Южна Африка Оупън   | Гран При       | Твърда (з) | Кристо ван Ренсбург | 6–7(1–7), 6–4, 6–1, 7–6(7–4) |
| Загуба | 2–5 | 1988   | Брюксел Индор       | Гран При       | Килим (з)  | Анри Льоконт        | 6–7(3–7), 6–7(6–8), 4–6      |
| Победа | 3–5 | 1989   | Ротердам Оупън      | Гран При       | Килим (з)  | Андерс Ярид         | 6–1, 7–5                     |
| Загуба | 3–6 | 1989   | Оупън Сюд дьо Франс | Гран При       | Килим (з)  | Джон Макенроу       | 3–6, 6–7(3–7)                |
| Победа | 4–6 | 1990   | Уембли Чемпиъншипс  | Световни серии | Килим (з)  | Майкъл Ченг         | 7–6(9–7), 6–3                |
| Победа | 5–6 | 1991   | Суис Индорс         | Световни серии | Твърда (з) | Джон Макенроу       | 7–6(7–4), 6–0, 6–3           |
| Загуба | 5–7 | 1991   | Купа на Кремъл      | Световни серии | Килим (з)  | Андрей Черкасов     | 6–7(2–7), 6–3, 6–7(5–7)      |
| Загуба | 5–8 | 1995   | Суис Оупън          | Световни серии | Клей       | Евгени Кафелников   | 3–6, 4–6, 6–3, 3–6           |
| Загуба | 5–9 | 1995   | ATP Бордо           | Световни серии | Твърда     | Яхия Думбия         | 4–6, 4–6                     |